# استفان استرانگ
استفان استرانگ (انگلیسی: Esteban Fuertes؛ زادهٔ ۲۶ دسامبر ۱۹۷۲) بازیکن سابق فوتبال اهل آرژانتین است.
وی همچنین در تیم ملی فوتبال آرژانتین بازی کرده‌است.